# Yaki-Da
«Yaki-Da» — шведський гурт.
Гурт Yaki-Da утворений в 1994 році з двох солісток - Лінди Шенберг і Мері Кнутсен-Грін. Назва гурту походить від однойменного нічного клубу в Гетеборгу. Спочатку власники клубу нічого не мали проти музичного колективу зі схожою назвою, але пізніше передумали, тому назва «Yaki-Da» могла бути використана при виступі групи тільки в  Швеції, а за її межами вона стала називатися «YD».
Їхній перший альбом, що містить пісні «Show Me Love» і «I Saw You Dancing», став дуже популярним не тільки в Європі, але і в Південній Кореї, де розійшовся тиражем в 400 тисяч копій. Їхній другий альбом «A Small Step For Love» не мав такого успіху як перший і в Європі був випущений дуже обмеженим тиражем.
Пісня «Show Me Love», написана Йонасом Берггреном для альбому «Pride», була перезаписана і переспівана групою «Ace of Base» у 2002  році. Пісня увійшла до альбому «Da Capo».

## Дискографія

### Альбоми
- 1995 «Pride»
- 1998 «A Small Step For Love»

### Сингли
- 1995 «I Saw You Dancing»
- 1995 «Pride of Africa»
- 1995 «Show Me Love»
- 1995 «Deep in the Jungle»
- 1998 «I Believe»